# Henri Gustave Jossot

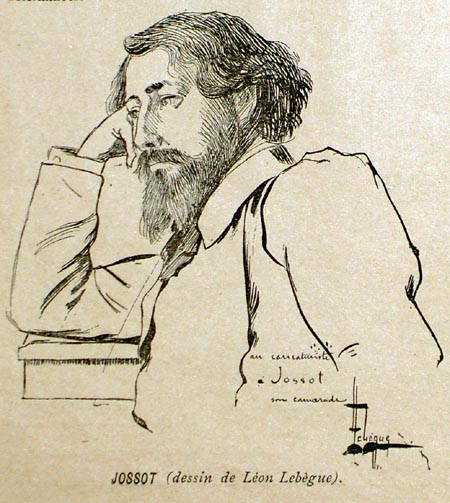
Henri Gustave Jossot di Léon Lebègue (1894)

Henry Gustave Jossot (Digione, 16 aprile 1866 – Sidi Bou Said, 7 aprile 1951) è stato un illustratore, pittore e scrittore francese, appartenente al movimento libertario.